# Hyposidra humiferata
Hyposidra humiferata là một loài bướm đêm trong họ Geometridae.